# نمك تشال (ميان كالة)
نمك تشال (بالفارسية: قره‌تپه) هي قرية تقع في إيران في قسم ميان كالة الريفي. يقدر عدد سكانها بـ 1,884 نسمة .